# Велика Єрикса
Велика Єрикса́ (рос. Большая Ерыкса) — присілок в Граховському районі Удмуртії, Росія.

## Населення
Населення — 151 особа (2010; 214 у 2002).
Національний склад станом на 2002 рік:
- марійці — 94 %

## Господарство
В присілку діють початкова школа, дитячий садок, клуб та фельдшерсько-акушерський пункт.

## Історія
За даними 10-ї ревізії 1859 року в присілку було 65 дворів та проживало 455 осіб. Тоді тут працював водяний млин. З 1913 по 10 червня 1934 роки в присілку діяла Миколаївська церква. До 1921 року присілок відносився до Новогорської волості Єлабузького повіту, після — Можгинського повіту. З 1924 року — присілок в складі Новогорської сільської ради Граховської волості, але вже в 1925 році була утворена Великоєриксинська сільська рада. 1932 року вона була ліквідована і присілок відійшов до Марі-Возжайської сільської ради. 1959 року сільрада була ліквідована і присілок приєднаний до Новогорської сільської ради.

## Урбаноніми[3]
- вулиці — Гагаріна, Шкільна
- провулки — Польовий